# (4518) Raikin
(4518) Raikin (1976 GP3) – planetoida z pasa głównego asteroid okrążająca Słońce w ciągu 3,53 lat w średniej odległości 2,32 j.a. Odkryta 1 kwietnia 1976 roku.